# Madatyphlops platyrhynchus
Espèce
Synonymes
- Typhlops platyrhynchus Sternfeld, 1910
- Afrotyphlops platyrhynchus (Sternfeld, 1910)

Madatyphlops platyrhynchus est une espèce de serpents de la famille des Typhlopidae. 

## Répartition
Cette espèce est endémique de Tanzanie.

## Description
L'holotype de Madatyphlops platyrhynchus mesure 27 cm.

## Étymologie
Son nom d'espèce signifie « au museau plat », du grec ancien πλατύς, platus, « plat, large » et ῥύγχος, rhygkhos, « museau », l'auteur n'indique pas de manière explicite le choix de cette appellation en lien avec la morphologie.

## Publication originale
- Sternfeld, 1910 : Neue Schlangen aus Kamerun, Abessynien und Deutsch-Ostafrika. Mitteilungen aus dem Zoologischen Museum in Berlin, vol. 5, p. 67-70 (texte intégral).